# フィーバー安全運ちゃん D
フィーバー安全運ちゃん D（フィーバーあんぜんうんちゃん D）は、1998年2月に大同(現:ビスティ)が発売した、大型ドット表示が特徴的な時短搭載タイプのパチンコ機のシリーズ名。
フィーバー安全運ちゃんD FXとフィーバー安全運ちゃんD EX、フィーバー安全運ちゃんD GPとフィーバー安全運ちゃんD SPの4機種がある。

## 概要
ドット式デジタルのデジパチ。全シリーズ機共通で時短を搭載しており、揃う大当たり図柄によって大当たりラウンドと時短回数が異なる。

全ての大当たり図柄の代わりになるオールマイティ図柄の「おまわりさん」図柄があり、FXとEXは左右デジタルにおまわりさん図柄が、GPとSPは左デジタルにのみおまわりさん図柄がある。

FXは3•7•止まれ•車•若葉図柄のいずれかの図柄が3つ揃うか、止まれ•車•若葉図柄のいずれかが2つと左右どちらかがおまわりさん図柄で揃った場合は次回まで継続する時短に突入し、大当たりは最大で13ラウンド継続する。3•7図柄が2つと左右どちらかがおまわりさん図柄で揃った場合は50回転の時短に突入し、大当たりは最大で8ラウンド継続する。その他の図柄が揃った場合は時短には突入しないが、大当たりラウンドは最大で16ラウンド継続する。

EXの時短に突入する図柄はFXと同様で、時短回数と大当たり最大ラウンドが異なる。次回大当たりまで継続する図柄は一緒だが、3•7図柄とおまわりさん図柄の大当たりの場合は250回転の時短に突入する。時短に突入しない図柄が揃った場合の大当たり最大ラウンドは5ラウンドになる。

GPは止まれ•信号•若葉•標識•車図柄のいずれかの3つ揃いか、これらの数字以外の図柄が2つ揃いと左がおまわりさん図柄が揃う形の大当たりの場合、10000回転の時短に突入し大当たりは最大で10ラウンド継続する。3•7図柄の3つ揃いか、3•7図柄が2つと左がおまわりさん図柄が揃った場合は、50回転の時短に突入し大当たりは最大で8ラウンド継続する。その他の図柄が揃った場合は時短には突入せず大当たりラウンドの最大継続数は8ラウンドとなる。

SPの時短に突入する図柄と時短回数はGPと同様で、大当たりラウンド数が異なる。10000回転の時短に突入する図柄が揃った場合は、大当たりは最大で12ラウンド継続し、50回転の時短に突入する図柄揃いと時短に突入しない図柄揃いの場合は、大当たりは最大で16ラウンド継続する。GPやSPの10000回転の時短は実質次回大当たりまでと同様である。

## スペック
- フィーバー安全運ちゃんD FX
  - 賞球数 6&15
  - 大当たり最高継続 16R
  - 大当たり確率 1/229
  - 時短突入率　15/39
  - 時短回数　
    - 11/39で次回大当たりまで継続
    - 4/39で50回
- フィーバー安全運ちゃんD EX
  - 賞球数 6&15
  - 大当たり最高継続 11R
  - 大当たり確率 1/139
  - 時短突入率　15/39
  - 時短回数　
    - 11/39で次回大当たりまで継続
    - 4/39で250回
- フィーバー安全運ちゃんD GP
  - 賞球数 5&13
  - 大当たり最高継続 10R
  - 大当たり確率 1/131
  - 時短突入率　14/30
  - 時短回数　
    - 10/30で10000回
    - 4/30で50回
- フィーバー安全運ちゃんD SP
  - 賞球数 6&15
  - 大当たり最高継続 16R
  - 大当たり確率 1/229
  - 時短突入率　14/30
  - 時短回数　
    - 10/30で10000回
    - 4/30で50回

## 図柄
- フィーバー安全運ちゃんD FX、フィーバー安全運ちゃんD EX
  - 0
  - 1
  - 2
  - 3
  - 4
  - 5
  - 6
  - 7
  - 8
  - 9
  - 止まれ
  - 車
  - 若葉
  - おまわりさん
- フィーバー安全運ちゃんD GP、フィーバー安全運ちゃんD SP
  - 00
  - 10
  - 20
  - 3
  - 40
  - 50
  - 60
  - 7
  - 80
  - 90
  - 止まれ
  - 信号
  - 若葉
  - 標識
  - 車
  - おまわりさん

## 演出
時短中はミニデジタルの回転時間が約20秒から約8秒になり、ミニアタッカーの開放時間が0.5秒から1.5秒になる。3種類のリーチアクションがあり、大当たり再抽選機能も搭載している。

FXとEXのアタッカーは盤面右下に配置されているので大当たり中は右打ちの必要があり、15個の賞球を得られるのがこの右側のアタッカーとアタッカー右上の賞球口のみとなる。

当時のFXの機種カタログに書かれていたキャッチコピーが、『新ブランド「右打ち第1種」、堂々の完成。』である。